# أميوط
أميوط إحدى قرى مركز قطور التابع لمحافظة الغربية بجمهورية مصر العربية.

## التاريخ
قرية أميوط من القرى القديمة، حيث وردت باسم «أميوط» في أعمال الغربية ضمن قرى الروك الصلاحي التي أحصاها ابن مماتي في كتاب قوانين الدواوين، كما وردت باسم «أميوط» في أعمال الغربية ضمن قرى الروك الناصري التي أحصاها ابن الجيعان في كتاب «التحفة السنية بأسماء البلاد المصرية».
وردت باسم «أميوط» في التربيع العثماني الذي أجراه الوالي العثماني سليمان باشا الخادم في عصر السلطان العثماني سليمان القانوني ضمن قرى ولاية الغربية، وفي تاريخ 1228هـ/1813م الذي عدّ قرى مصر بعد المسح الذي قام به محمد علي باشا باسم «أميوط القرد» ضمن قرى مديرية الغربية. وفي سنة 1259هـ/1843م، حذفت كلمة القرد. وردت القرية في جداول مركز كفر الشيخ في تعداد عام 1882، والتعدادات اللاحقة له حتى نقلت إلى مركز قطور في عام 1950.

## السكان
بلغ عدد سكان أميوط 7045 نسمة حسب تقدير عام 2018. ذكر في تعداد عام 1989 وجود أقلية مسيحية بالقرية.
| السنة  | 1882 | 1897 | 1907 | 1927 | 1960 | 1976 | 1986 | 1996 | 2006  | 2018 |
| ------ | ---- | ---- | ---- | ---- | ---- | ---- | ---- | ---- | ----- | ---- |
| القرية | 1278 | 1305 | 1881 | 1964 | 3092 | 3892 | 4676 | 5508 | 6,502 | 7045 |